# Franz Kachler
Franz Kachler (13. září 1847 Vídeň – 4. ledna 1908 Vídeň) byl rakouský architekt.

## Život
Franz Kachler se narodil v rodině hokynáře ve Vídni. Po ukončení školní docházky nastoupil do učení na zedníka k staviteli Theodoru Hoppemu (1831–1897) a při tom studoval gymnázium. Po vyučení zůstal u stavební firmy Hoppe v letech 1861–1872 jako kreslič a později po získání zkušeností jako vedoucí stavby do roku 1875. Pak byl zaměstnán jako stavbyvedoucí a architekt této firmy. V roce 1886 obdržel stavební koncesi. Od roku 1890 pracoval samostatně jako nezávislý stavitel a architekt. V roce 1877 se oženil s Johannou Schmidtovou a z jejich manželského svazku vzešli dva synové Viktor a Felix. Zemřel ve věku 61 let a je pohřben na hřbitově v Hietzingu.

## Dílo
Jeho práce zahrnují jak stavby prosté venkovské, bohatě zdobené městské vily tak i reprezentativní budovy. Pracoval ve stylu pozdního historismu, od forem renesančních (německé renesance) až po využití secesních motivů a prvků. Při své tvorbě využíval drobné dekorace, arkýřů, zdobených štítů, věžičky, ložií, balkónů, různých říms. Stavěl především v okolí Vídně, vily v Pressbaum, obchodní a obytné domy ve Vídni.
Ve Slezsku pro řád německých rytířů postavil několik staveb například dívčí měšťanskou školu v Opavě, přestavba pivovaru ve Štítině (zbořen).
- 1893–1895 Umělecko-průmyslové muzeum v Opavě (s Johannem Scheiringerem) dnes Slezské zemské muzeum. Kulturní památka České republiky.[3] Reprezentativní symetrická stavba s kopulí, představuje klasicizující neorenesanci.[4]
- 1891 dívčí měšťanská škola řádu německých rytířů v Opavě, trojkřídlá historizující budova s mělkým středovým rizalitem. V letech 2003–2006 byla obnovena (rekonstruována) fasáda a obnovena mansarda.[5]
- 1896 evangelický kostel v Opavě (druhá cena v soutěži s Johannem Scheiringerem, nerealizováno)
- 1889 továrna na fotografické papíry Dr. Justa, Vídeň